# Dannemora
Den här artikeln handlar om tätorten Dannemora i Östhammars kommun. Se även Dannemora (olika betydelser)
Dannemora är en tätort, tillika gammal gruvby, i Östhammars kommun, tre kilometer väster om Österbybruk. Kyrkan ligger längs vägen mot Knypplan, cirka tre kilometer sydväst om gruvbyn. Tätorten har 243 invånare (2023).
Orten är mest känd för Dannemora gruvor. I och med gruvdriften byggdes Dannemora–Hargs Järnväg, vilken förband gruvan med Hargshamn vid kusten.

## Historia
I Dannemora vidareutvecklades Sveriges första ångmaskin, av Mårten Triewald.

### Befolkningsutveckling
| Befolkningsutvecklingen i Dannemora 1900–2020                                 | Befolkningsutvecklingen i Dannemora 1900–2020 | Befolkningsutvecklingen i Dannemora 1900–2020 | Befolkningsutvecklingen i Dannemora 1900–2020 | Befolkningsutvecklingen i Dannemora 1900–2020 |
| ----------------------------------------------------------------------------- | --------------------------------------------- | --------------------------------------------- | --------------------------------------------- | --------------------------------------------- |
|                                                                               |                                               |                                               |                                               |                                               |
| År                                                                            |                                               |                                               | Folkmängd                                     | Areal (ha)                                    |
| 1900                                                                          | 1900                                          |                                               | 960                                           | †                                             |
| 1960                                                                          | 1960                                          |                                               | 533                                           |                                               |
| 1965                                                                          | 1965                                          |                                               | 571                                           |                                               |
| 1970                                                                          | 1970                                          |                                               | 464                                           |                                               |
| 1975                                                                          | 1975                                          |                                               | 291                                           |                                               |
| 1980                                                                          | 1980                                          |                                               | 253                                           |                                               |
| 1990                                                                          | 1990                                          |                                               | 80                                            | 12#                                           |
| 1995                                                                          | 1995                                          |                                               | 221                                           | 66                                            |
| 2000                                                                          | 2000                                          |                                               | 224                                           | 66                                            |
| 2005                                                                          | 2005                                          |                                               | 238                                           | 66                                            |
| 2010                                                                          | 2010                                          |                                               | 213                                           | 66                                            |
| 2015                                                                          | 2015                                          |                                               | 214                                           | 68                                            |
| 2020                                                                          | 2020                                          |                                               | 238                                           | 68                                            |
| Anm.: Ej tätort 1990-1995. † Som köpingsliknande samhälle 1900. # Som småort. |                                               |                                               |                                               |                                               |